# Plant (album)
Plant is het zesde studioalbum van de Nederlands-Friese zangeres en songwriter Nynke Laverman. Het werd uitgebracht op 23 september 2021 en werd voorafgegaan door alle nummers die los van elkaar als digitale single verschenen. Plant bevat zowel Engels- als Friestalige nummers.

## Achtergrond
Het idee voor Plant ontstond in 2007 in de steppen van Mongolië. Daar leefde Laverman een maand bij een nomadenfamilie, die haar anders naar de wereld om haar heen liet kijken.
Op het album staan natuur, duurzaamheid en menselijk gedrag centraal. In de teksten vraagt Laverman zich af waar de grens ligt tussen mens en aarde, en benoemt ze de onderlinge ontwrichte relatie. Ze denkt na over de manier waarop de mens omgaat met zijn leven en omgeving, hoe de mens zich laat leiden en hoe de toekomst eruitziet. Laverman omschrijft het album als "een hoopvol protest dat gaat over het omgooien van onze manier van denken, over verandering in jezelf". De titel van het album en het album zelf omschrijft ze als "een vrouw die steeds meer begint te verlangen naar een kalm bestaan als plant".
Ondanks het activistische element besloot Laverman op Plant zachter te zingen dan ze op haar voorgaande albums deed. Naar eigen zeggen koos ze hiervoor om zo haar boodschap duidelijker over te brengen. Dit fluisterzingen, dat iets weg heeft van spoken word, noemt ze "een tegenreactie" op het elkaar overschreeuwen.
Plant is een zogeheten slow album release. De nummers zijn één voor één uitgebracht, van november 2020 tot september 2021. Samen met Lex Bohlmeijer nam Laverman de podcast Nynke & Lex spreken op. Iedere aflevering staat in het teken van de thematiek van de nummers. Laverman ging hiervoor met verschillende mensen in gesprek, van podiumkunstenaars en klimaatactivisten tot filosofen en andere wetenschappers.
Bij het album hoort tevens de gelijknamige multidisciplinaire theatervoorstelling. Deze ging op 15 oktober in première in DeLaMar in Amsterdam. Samen met muzikant Sytze Pruiksma en videokunstenaar Douwe Dijkstra probeerde Laverman een filmische, surreële wereld te schetsen. Zowel het album als de voorstelling gaan over het proces van transformatie en de verandering in jezelf. Door de aangescherpte coronamaatregelen werd de tour echter deels geannuleerd en met een jaar uitgesteld. De hervatte tour raakte uitverkocht.
Het album werd mede mogelijk gemaakt door provincie Fryslân, Prins Bernhard Cultuurfonds, BankGiro Loterij, Fonds Podiumkunsten, BNG Cultuurfonds, Fonds 21, De Lawei, Leeuwarden-Fryslân 2028 en Explore the North.

## Tracklist
1. Stoarm
2. Your Ancestor
3. TREE TREE
4. Neighbours
5. Sabearelân
6. Last Day
7. Dûnsje yn 'e Mist
8. CASSANDRA
9. Gravity Rules
10. Betonblom
11. De Dream